# Biblioteca Paul Harris de Villa Alemana
La biblioteca Paul Harris, también conocida como biblioteca N° 89, es una biblioteca pública a cargo de la municipalidad de la comuna de Villa Alemana, Chile. Se encuentra ubicada en la calle Avenida Valparaíso 471, en el centro de la ciudad y a pasos de la locomoción colectiva.
Es la biblioteca pública que cuenta con la mayor cantidad de socios nuevos y activos de la región de Valparaíso, de acuerdo a un reporte del año 2022 del Sistema Nacional de Bibliotecas Públicas, perteneciente al Servicio Nacional del Patrimonio Cultural de Chile. Del mismo modo, este informe también la ubica en el segundo lugar regional a nivel de préstamos de libros, con un número total de 6.780 ejemplares puestos a disposición en el periodo de 2022

## Historia
La biblioteca Paul Harris fue fundada el 29 de febrero de 1969 por el Rotary Club de Villa Alemana, siendo nombrada en honor al fundador de Rotary International, el abogado estadounidense Paul Harris. En un inicio, la biblioteca se ubicó “al interior de la sede rotaria en el Parque Las Américas”, constando de “dos pequeñas salas”
En el año 1970, la biblioteca cambió su ubicación a una casa donada por Carlos Longhi, lugar en el que permanece hasta la actualidad. Posteriormente, la institución “firmó convenio de asistencia técnica y refuerzo bibliográfico con la Dirección de Bibliotecas, Archivos y Museos”. (también conocida como DIBAM) en el año 1977, lo que favoreció el crecimiento de la biblioteca y su oferta
En el año 1996, la biblioteca cambió su gestión, quedando bajo la tutela de la Municipalidad de Villa Alemana gracias a la firma de un convenio entre Rotary Club y la DIBAM. Gracias a esto, sus servicios pasaron a ser completamente gratuitos y abiertos para toda la comunidad.
En cuanto a la historia más reciente de la biblioteca, es posible mencionar que en el año 2021 se adjudicó el financiamiento estatal ofrecido por el Programa de Mejoramiento Integral de Bibliotecas Públicas (PMI) concerniente a la convocatoria de ese periodo. Este programa, dependiente del Ministerio de las Culturas, las Artes y el Patrimonio, ofrece apoyo al desarrollo de las bibliotecas públicas chilenas al ofrecer fondos enfocados en “4 categorías: diseño de proyectos, proyectos de construcción, proyectos nuevos y mobiliario, colecciones y equipamiento”, como señaló Isabella Sottolichio, coordinadora regional de Bibliotecas Públicas en una noticia del año 2022 Entre las iniciativas posibles gracias a este financiamiento de $19.999.740 se encuentran la adquisición de nuevos títulos para ampliar la colección general, además de la renovación del mobiliario en las zonas de estudio y atención al público, y la inauguración de una sala infantil y de lactancia en el año 2022 La alcaldesa de la comuna en el periodo 2021-2024, Javiera Toledo, valoró los beneficios de estas mejoras en la biblioteca al resaltar su impacto en la comunidad, propiciando un espacio seguro en el que tanto cuidadores como niños y niñas lactantes puedan participar de instancias en torno a los beneficios de la lectura, incentivando su apreciación desde la primera infancia.

## Servicios
El horario de la biblioteca es constantemente confirmado los primeros días de cada mes, siendo socializado y dado a conocer a la comunidad a través de su cuenta oficial en la red social Instagram. Como ejemplo, en una publicación del 3 de julio de 2025, se establece su horario de atención para dicho mes:
- Lunes y Martes: De 09:00 a 14:00 y de 15:00 a 17:30.
- Miércoles y Jueves: De 09:00 a 14:00 y de 15:00 a 20:00.
- Viernes: De 09:00 a 14:00 y de 15:00 a 16:30.
- Primer sábado de cada mes: De 10:00 a 14:00 y de 15:00 a 18:00.

Entre los servicios que ofrece la biblioteca destacan:
- Servicio de préstamo de libros.
- Sala infantil y de lactancia.
- Sala de estudio y de lectura.
- Sala de computación.
- Clubes de lectura[8][9]
- Talleres y eventos culturales promocionados mediante las redes sociales de la biblioteca, especialmente a través de su cuenta en Instagram.

Además de lo anterior, la biblioteca mantiene un contacto estrecho con la comunidad a través de sus cuentas oficiales en las redes sociales Instagram y Facebook, mediante las cuales publica constantes actualizaciones en torno a sus horarios (a principios de cada mes o en caso de cambios) o relativos a sus actividades culturales y talleres orientados al público.
Entre estas actividades destacan talleres de alfabetización digital, de escritura y de dramaturgia; así como presentaciones de libros, clases magistrales y espectáculos musicales, de magia y de títeres orientados a toda la familia.
Del mismo modo, se invita a la comunidad a participar de celebraciones realizadas por el Día del Libro o con temáticas como Halloween, en las que se ofrecen pícnics literarios y otras actividades para compartir en torno a la lectura.